# Milano miliardaria
Pour plus de détails, voir Fiche technique et Distribution.
Milano miliardaria est un film italien réalisé par Vittorio Metz, Marino Girolami et Marcello Marchesi, sorti en 1951.

## Fiche technique
- Titre français : Milano miliardaria
- Réalisation : Vittorio Metz, Marino Girolami et Marcello Marchesi
- Scénario : Vittorio Metz, Marino Girolami, Marcello Marchesi, Mario Amendola, Agenore Incrocci et Furio Scarpelli
- Photographie : Tonino Delli Colli
- Musique : Pippo Barzizza
- Pays d'origine :  Italie
- Date de sortie : 1951

## Distribution
- Tino Scotti : Luigi Pizzigoni
- Isa Barzizza : Vittorio Pizzigoni
- Franca Marzi : Italia Furioni
- Dante Maggio : Peppino Avallone
- Mario Carotenuto : l'avocat Amleto Furioni
- Giovanni Barrella : commissaire Fantini
- Vera Carmi : Paola
- Roberto Murolo : lui-même
- Giuseppe Meazza  : lui-même
- Sophia Loren
- Carlo Giuffré